# Келті Гартс
Келті Гартс (англ. Kelty Hearts Football Club) — футбольний клуб із міста Келті, Шотландія. Створені в 1975 році і отримали прізвиська Hearts, Maroon Machine і Jambos. Вони грають свої домашні ігри в New Central Park. Їхні домашні кольори — бордові сорочки, білі шорти та темно-бордові шкарпетки, а на виїзді — зазвичай сині.
«Келті Хартс» виступає в Першій лізі Шотландії,  куди команда у 2022 році підвищилася з Другої ліги Шотландії як чемпіон.
Раніше клуб був членом Шотландської юніорської футбольної асоціації, грав у Лізі Файф, а потім у Суперлізі Східного регіону. У грудні 2017 року клуб став повноправним членом SFA, що дало йому право взяти участь у Кубку Шотландії та просуватися вгору за системою піраміди.